# Chad Channing
Chad Channing (* 31. ledna 1967) byl od roku 1988 až do svého odchodu v roce 1990 bubeníkem rockové skupiny Nirvana. Odešel, jelikož se nepohodl s ostatními členy kapely Kurtem Cobainem a Kristem Novoselicem. Jeho místo zastoupil Dave Grohl, který působil na postu bubeníka v kapele nejdéle. Na prvním albu Nirvany s názvem Bleach hrál ještě Chad Channing, na následujících nahrávkách (vyjma písně Polly z alba Nevermind) již ne.